# International Union of Radio Science
Die International Union of Radio Science URSI (französisch Union Radio-Scientifique Internationale, URSI) ist ein internationaler Wissenschaftlerverband zur Erforschung aller Aspekte der Funktechnik einschließlich deren Anwendungen und der Ausbreitung der Funkwellen.

## Geschichte
Die URSI wurde 1919 bei der Gründungsversammlung des International Research Council als eine der frühesten internationalen wissenschaftlichen Unionen gegründet, geht sogar zurück auf eine schon 1913 gegründete Commision Internationale de Télégraphie sans Fil. Heute ist sie eine von 26 wissenschaftlichen Unionen im International Council for Science ICSU. Das Arbeitsgebiet umfasst elektromagnetische Wellen im Frequenzbereich von extrem langen natürlichen Wellen (Whistler) bis über den optischen Bereich hinaus.
Das Interesse von URSI galt ursprünglich nur den verschiedenen Mechanismen der Ausbreitung von Funkwellen zur Telekommunikation sowie den dafür wichtigen Bereichen der Atmosphäre, nämlich Troposphäre und Ionosphäre. Später kamen weitere Themen von Radioastronomie bis zu Anwendungen von Radar hinzu, neuerdings auch technische Grundlagen und biologische Wirkung der Funkwellen. Diese Themen werden in zehn Kommissionen bearbeitet und alle drei Jahre auf der URSI-Generalversammlung behandelt. URSI ist Herausgeber der Quartalszeitschrift "Radio Science Bulletin".
Bei der Vorbereitung und Durchführung des Internationalen Geophysikalischen Jahres 1957/58 war URSI führend beteiligt.
URSI entwickelte (ursprünglich für Telexe) das Ursigramm (auch URSIgramm), ein für den schnellen und standardisierten Austausch von Daten der Sonnenaktivität und des Geomagnetismus entwickeltes Übertragungsformat.

## Nachweise
1. ↑  Scientific Commissions. Archiviert vom Original am 20. Mai 2016; abgerufen am 19. September 2016.  Info: Der Archivlink wurde automatisch eingesetzt und noch nicht geprüft. Bitte prüfe Original- und Archivlink gemäß Anleitung und entferne dann diesen Hinweis.
2. ↑  The Radio Science Bulletin. Archiviert vom Original am 19. September 2016; abgerufen am 18. September 2016.  Info: Der Archivlink wurde automatisch eingesetzt und noch nicht geprüft. Bitte prüfe Original- und Archivlink gemäß Anleitung und entferne dann diesen Hinweis.